# Bárbara Sepúlveda
Bárbara Sepúlveda Hales (Las Condes, Santiago de Chile, 19 de julio de 1985) es una abogada constitucionalista, académica, activista feminista y política chilena, militante del Partido Comunista de Chile (PCCh). Fue integrante de la  Convención Constitucional de Chile por el distrito N.°9.

## Familia y estudios
Nació el 19 de julio de 1985, en la comuna de Las Condes; hija de Leandro Sepúlveda Soto y de Cecilia Hales Dib, hermana del exdiputado Patricio Hales Dib. Su abuelo, Alejandro Hales Jamarne fue ministro de Estado durante los gobiernos de Carlos Ibáñez del Campo, Eduardo Frei Montalva y Patricio Aylwin Azócar.  
Realizó sus estudios secundarios en el Colegio San Jorge, de Arica, del cual egresó en el año 2003. Posteriormente, ingresó a estudiar derecho en la Universidad de Chile, donde se licenció en ciencias jurídicas y sociales, con la tesis titulada: El realismo jurídico norteamericano: Escuela de Derecho, en 2013. Juró como abogada ante la Corte Suprema el 26 de septiembre de 2014. Luego entre 2015 y 2016, cursó un magíster en derecho público en esa misma casa de estudios, y un máster en género en la London School of Economics and Political Science, Inglaterra entre 2016 y 2017.
Estuvo casada con el periodista y militante del PC Sebastián Fierro Kalbhenn, quien ha ocupado cargos en las direcciones de comunicaciones del Ministerio de Educación y la Secretaría de Comunicaciones del gobierno de Gabriel Boric.
A mediados de 2024 se confirmó su relación sentimental con el abogado y también exintegrante de la Convención Constitucional, Jaime Bassa.

## Actividad profesional
Durante el segundo gobierno de Michelle Bachelet se desempeñó como abogada de la Unidad de Asesoría Jurídica del Ministerio Secretaría General de Gobierno (Segegob), entre 2014 y 2015. Luego, entre 2015 y 2016 fue directora ejecutiva de la Fundación Contra el Acoso Callejero. En 2018, participó en la fundación de la Asociación de Abogadas Feministas (ABOFEM), ejerciendo como su directora ejecutiva. Asimismo, desde 2018 se desempeña como abogada fiscal en la Municipalidad de Recoleta, Santiago.
Paralelamente, ha ejercido como profesora de derecho constitucional en la Facultad de Derecho de la Universidad Alberto Hurtado (UAH).

## Actividad política
Se inscribió como candidata por el Partido Comunista (PCCh) a las elecciones de convencionales constituyentes de 2021 por el distrito N°9 (Conchalí, Huechuraba, Renca, Cerro Navia, Lo Prado, Quinta Normal, Independencia y Recoleta). Resultó electa como una de las 155 integrantes de la Convención Constitucional, obteniendo la segunda mayoría dentro de su distrito con 24 900 votos correspondientes al 7,85% del total de los sufragios válidamente emitidos.
En el proceso de discusión de los Reglamentos de la Convención participó en la Comisión de Reglamento. Posteriormente, se incorporó a la Comisión Temática sobre Sistema Político, Poder Legislativo y Sistema Electoral. En las comisiones finales integró la Comisión de Armonización, última etapa del proceso constituyente. 
El 6 de enero de 2022, en conformidad al Reglamento para la incorporación de vicepresidencias adjuntas a la mesa directiva, fue ratificada como vicepresidenta adjunta de la Convención, junto a Lidia González, Amaya Alvez, Tomás Laibe y Natividad Llanquileo.
En el proceso constituyente de 2023 integra la mesa redactora de propuestas oficialistas junto a Marcos Barraza, ambos en representación del Partido Comunista.

## Obras escritas
- Sepúlveda Hales, Bárbara (2021).  Florencia Pinto, ed. La Constitución Feminista. LOM. ISBN 9789560014559.
- Sepúlveda Hales, Bárbara (2021). «30 años de interseccionalidad: reflexiones sobre su aplicación en el Derecho».  En Morales Cerda, Natalia; Cárdenas Villarreal, Hugo, eds. Feminismo, Género y Derecho Privado (PDF). Valencia: Tirant lo Blanch. pp. 89-112. ISBN 978-84-1378-024-5.
- Sepúlveda Hales, Bárbara (1 de octubre de 2020). «Feminismo en la nueva Constitución».  En Marshall Barberán, Pablo; Campusano, Daniel, eds. La hoja en blanco. Claves para conversar sobre una nueva Constitución. La Pollera. ISBN 978-956-6087-13-7.
- Sepúlveda Hales, Bárbara (2020). Género y Derecho Público: La construcción jurídica de la ciudadanía de las mujeres. Thomson Reuters. ISBN 978-956-400-109-8.
- Sepúlveda Hales, Bárbara (2019). «La perspectiva de género en el sector público: tensiones y provocaciones». Revista Chilena de la Administración del Estado (PDF) (2): 215-219. ISSN 2452-5421.
- Sepúlveda Hales, Bárbara (24 de agosto de 2016). «La publicidad sexista en Chile como vulneración de los derechos fundamentales de las consumidoras». Anuario de Derechos Humanos (12): 205-222. doi:10.5354/0718-2279.2016.42750.
- Sepúlveda Hales, Bárbara (2016). «Iniciativa popular de ley en la nueva Constitución Política de Chile».  En Quiero, Francisco; Gajardo, Jaime, eds. Por una Asamblea Constituyente: mecanismos, procesos y contenidos para una nueva Constitución (PDF). Instituto de Ciencias Alejandro Lipschutz. pp. 271-291. ISBN 978-956-7074-15-0.[13]

## Historial electoral

### Elecciones de convencionales constituyentes de 2021
- Elecciones de convencionales constituyentes de 2021, para convencional constituyente por el Distrito N°9 (Conchalí, Huechuraba, Renca, Cerro Navia, Lo Prado, Quinta Normal, Independencia y Recoleta).[14]

| Candidato                  | Pacto                     | Partido | Votos  | %     | Resultados   |
| -------------------------- | ------------------------- | ------- | ------ | ----- | ------------ |
| Rodrigo Logan Soto         | Independiente             | Ind.    | 34 781 | 10.97 | Convencional |
| Bárbara Sepúlveda Hales    | Apruebo Dignidad          | PCCh    | 24 900 | 7.85  | Convencional |
| Alejandra Pérez Espina     | La Lista del Pueblo       | Ind.    | 18 002 | 5.68  | Convencional |
| Natalia Henríquez Carreño  | La Lista del Pueblo       | Ind.    | 17 903 | 5.65  | Convencional |
| Gloria Pinto Becerra       | La Lista del Pueblo       | Ind.    | 16 281 | 5.14  |              |
| Jessica Cayupi Llancaleo   | Mov. Soc. Plurinacionales | Ind.    | 13 733 | 4.1   |              |
| Arturo Zúñiga Jory         | Vamos por Chile           | UDI     | 11 571 | 3.65  | Convencional |
| Rodrigo Mallea Cardemil    | Apruebo Dignidad          | CS      | 10 329 | 3.26  |              |
| César Valenzuela Maass     | Lista del Apruebo         | PS      | 9592   | 3.03  | Convencional |
| Luz Vidal Huiriqueo        | Apruebo Dignidad          | Ind.    | 5895   | 1.86  |              |
| Haydee Oberreuter Umazabal | Apruebo Dignidad          | Ind.    | 2595   | 0.82  |              |

### Enlaces académicos
- Perfil en Academia.edu
- Perfil en Facultad de Derecho de la Universidad Alberto Hurtado

- Datos: Q106943837
- Multimedia: Bárbara Sepúlveda Hales / Q106943837